# Шумаковский сельсовет (Солнцевский район)
Шумако́вский сельсове́т — муниципальное образование со статусом сельского поселения в Солнцевском районе Курской области.
Административный центр — село Шумаково.

## История
Законом Курской области от 15 августа 1996 года № 6-ЗКО на территории Шумаковского сельсовета образовано муниципальное образование Шумаковский сельсовет.
Законом Курской области от 21 октября 2004 года № 48-ЗКО (в ходе муниципальной реформы 2006 года) муниципальное образование Шумаковский сельсовет наделено статусом сельского поселения.
Законом Курской области от 26 апреля 2010 года № 26-ЗКО муниципальное образование Шумаковский сельсовет, Воробьёвский сельсовет и Плосковский сельсовет были преобразованы путём объединения в муниципальное образование Шумаковский сельсовет.

## Население
| 2002  | 2010  | 2012  | 2013  | 2014  | 2015  | 2016  |
| ----- | ----- | ----- | ----- | ----- | ----- | ----- |
| 1061  | ↗1916 | ↘1843 | ↘1759 | ↘1671 | ↘1665 | ↘1635 |
| 2017  | 2018  | 2019  | 2020  | 2021  |       |       |
| ↗1637 | ↘1597 | ↘1541 | ↘1500 | ↘1458 |       |       |

## Состав сельского поселения
| №  | Населённый пункт | Тип населённого пункта       | Население |
| -- | ---------------- | ---------------------------- | --------- |
| 1  | Верхнееремино    | деревня                      | ↘120      |
| 2  | Воробьевка       | село                         | ↘89       |
| 3  | Красниково       | деревня                      | ↘68       |
| 4  | Малиновка        | хутор                        | ↘80       |
| 5  | Машкино          | деревня                      | ↘141      |
| 6  | Мелидовка        | деревня                      | ↘41       |
| 7  | Мурыновка        | хутор                        | ↘4        |
| 8  | Отрадное         | деревня                      | ↘51       |
| 9  | Плоское          | село                         | ↘494      |
| 10 | Савинка          | деревня                      | ↘0        |
| 11 | Семеновка        | деревня                      | ↘1        |
| 12 | Семеновка        | деревня                      | ↘0        |
| 13 | Семибратский     | хутор                        | ↘42       |
| 14 | Сорочино         | хутор                        | ↘6        |
| 15 | Татарский        | хутор                        | ↘5        |
| 16 | Толстоплотаво    | хутор                        | ↘2        |
| 17 | Трубицыно        | хутор                        | ↘0        |
| 18 | Шумаково         | село, административный центр | ↘772      |